# داني بوي (مغني)
داني بوي (بالإنجليزية: Danny Boy)‏ هو مغني أمريكي، ولد في 31 أكتوبر 1977.

## وصلات خارجية
- الموقع الرسمي
- داني بوي على موقع ميوزك برينز (الإنجليزية)
- داني بوي على موقع ديسكوغز (الإنجليزية)